# Marina Topacz we Wrocławiu

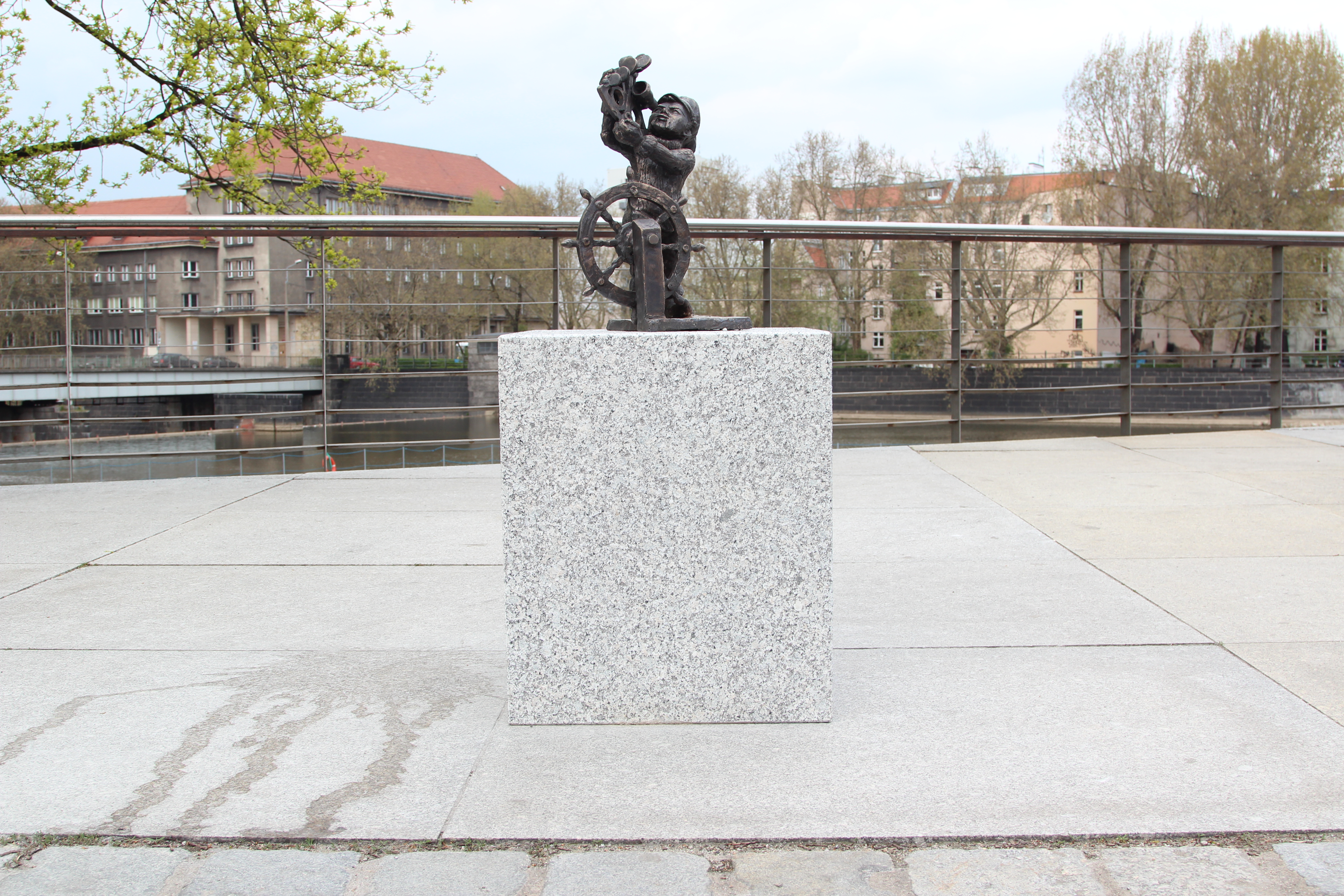
Krasnal Nawigator z Mariny Topacz

Marina Topacz (Przystań Między Mostami, Marina Śródmiejska) – przystań – marina – położona we Wrocławiu na rzece Odrze. Została ona zlokalizowana w ścisłym centrum Wrocławia, przy wyspie Kępa Mieszczańska. Powstała w miejscu, gdzie funkcjonowała dawniej restauracja "Między Mostami", wyburzona w maju 2006 r.. Obiekt zlokalizowany jest przy Ulicy Księcia Witolda. Na wschodzie znajdują się Mosty Uniwersyteckie, a na zachodzie Mosty Pomorskie. Przy przystani znajduje się nieduży parking, deptak spacerowy, niewielki apartamentowiec, z kilkoma lokalami usługowymi i restauracją.
Oprócz samej przystani położonej w północnej odnodze rzeki, w odnodze południowej znajduje się niewielki pomost, przy którym cumują statki białej floty.